# Boullemarketerie

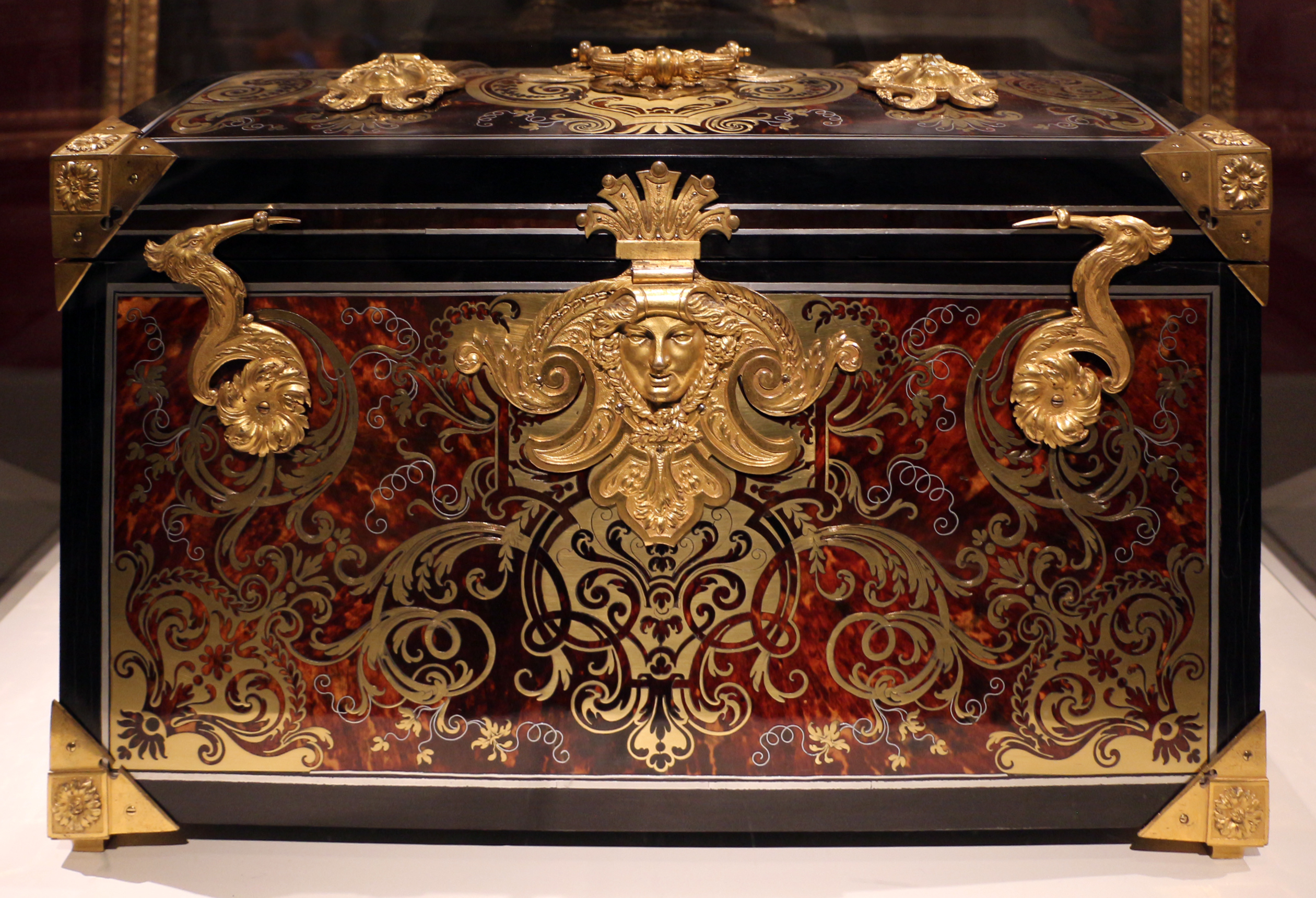
André-Charles Boulle (zugeschr.): Kassette aus Schildpatt, vergoldetes Kupfer, Zinn, Ebenholz, ca. 1700–20, Art Institute of Chicago.

Der Begriff der Boullemarketerie oder Boulletechnik beschreibt eine Technik aus dem Handwerk der Tischler, die Oberflächen hochwertiger Möbel und Kunstgegenstände zu veredeln. Der Begriff beinhaltet die zur Herstellung verwendete Technik der Marketerie und den Familiennamen eines französischen Ebenisten, André-Charles Boulle. Umgangssprachlich wird der Begriff Boulle-Marketerie sowohl für die verwendete Technik wie auch als Stilbegriff gebraucht.

## Entwicklung

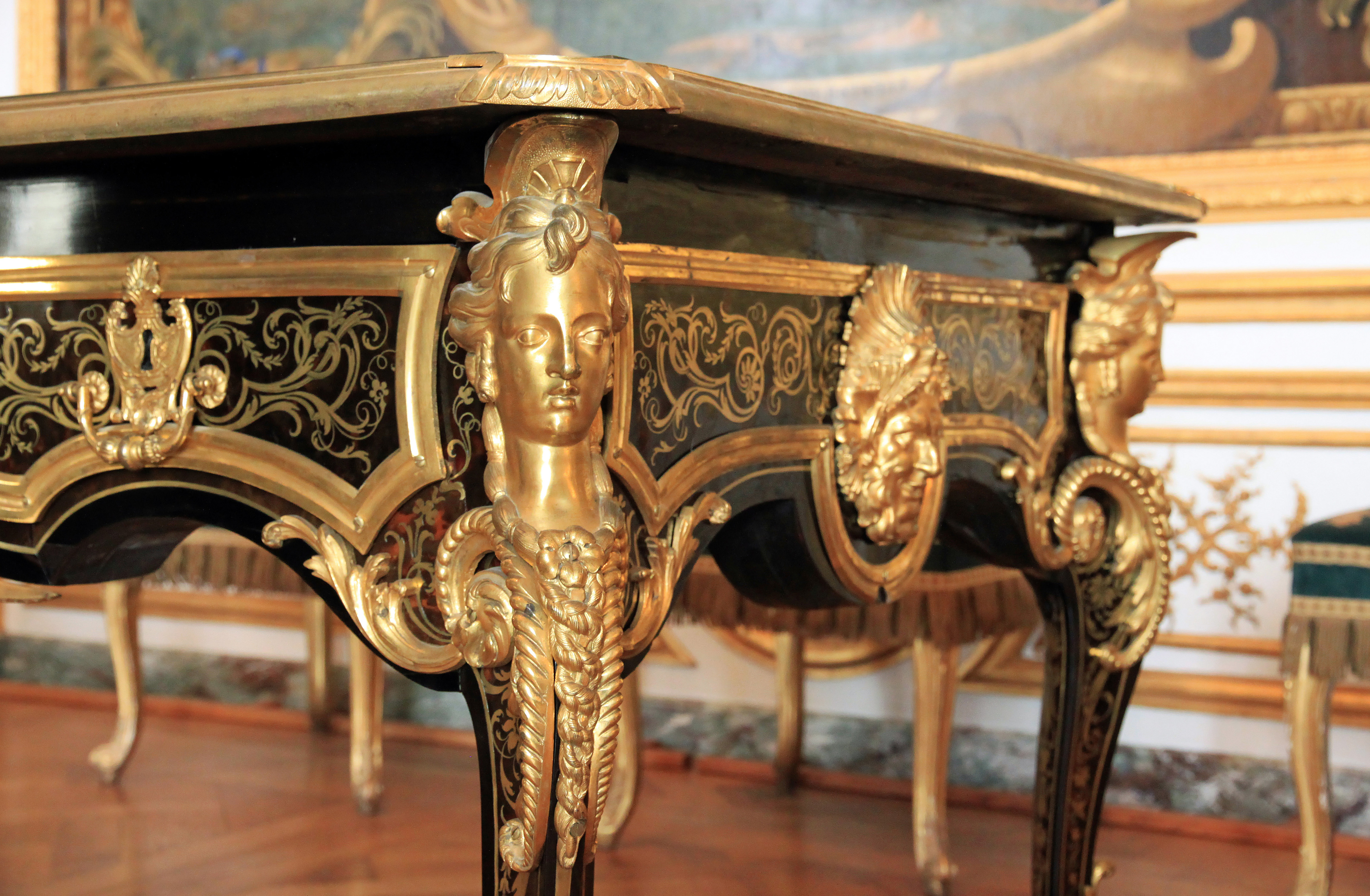
Boulle-Schreibtisch (Detail) im Schloss Chantilly

Die Ursprünge der Boullemarketerie liegen weit vor André-Charles Boulle. Sein Verdienst besteht in der handwerklichen Perfektionierung der Marketerie-Technik. Ein Grund für seine Bekanntheit liegt im stilistischen Erfolg der Arabeske und Groteske im Stil Louis-quatorze Ende des 17. Jahrhunderts. Viele der nach 1710 gefertigten Arbeiten verwenden Motive von Jean Bérain dem Älteren. 1707 lieferte André-Charles Boulle die ersten Möbel mit Boullemarketerien an König Ludwig XIV. für sein Schlafzimmer im Kleinen Gemach (Petit Appartement) des Schlosses Versailles.

## Technik

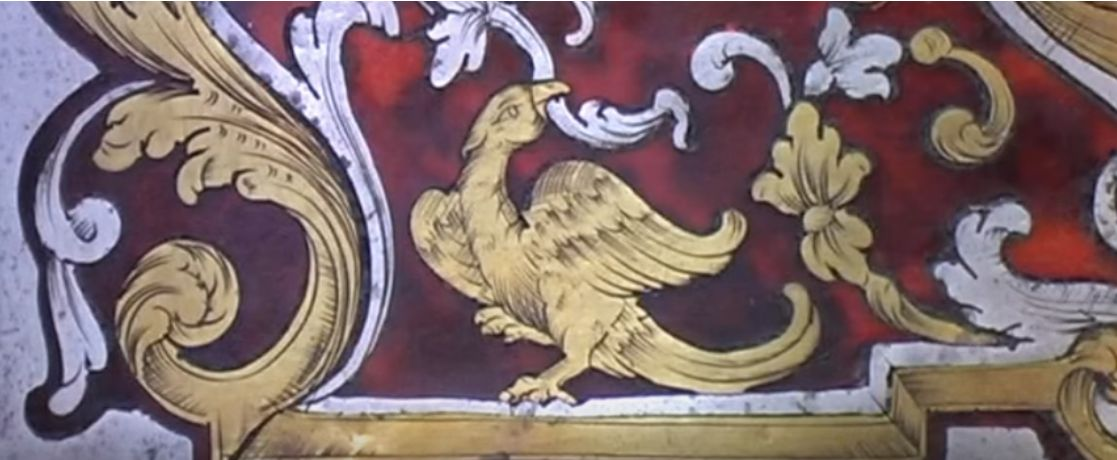
Boulle-Marketerie mit Schildpatt

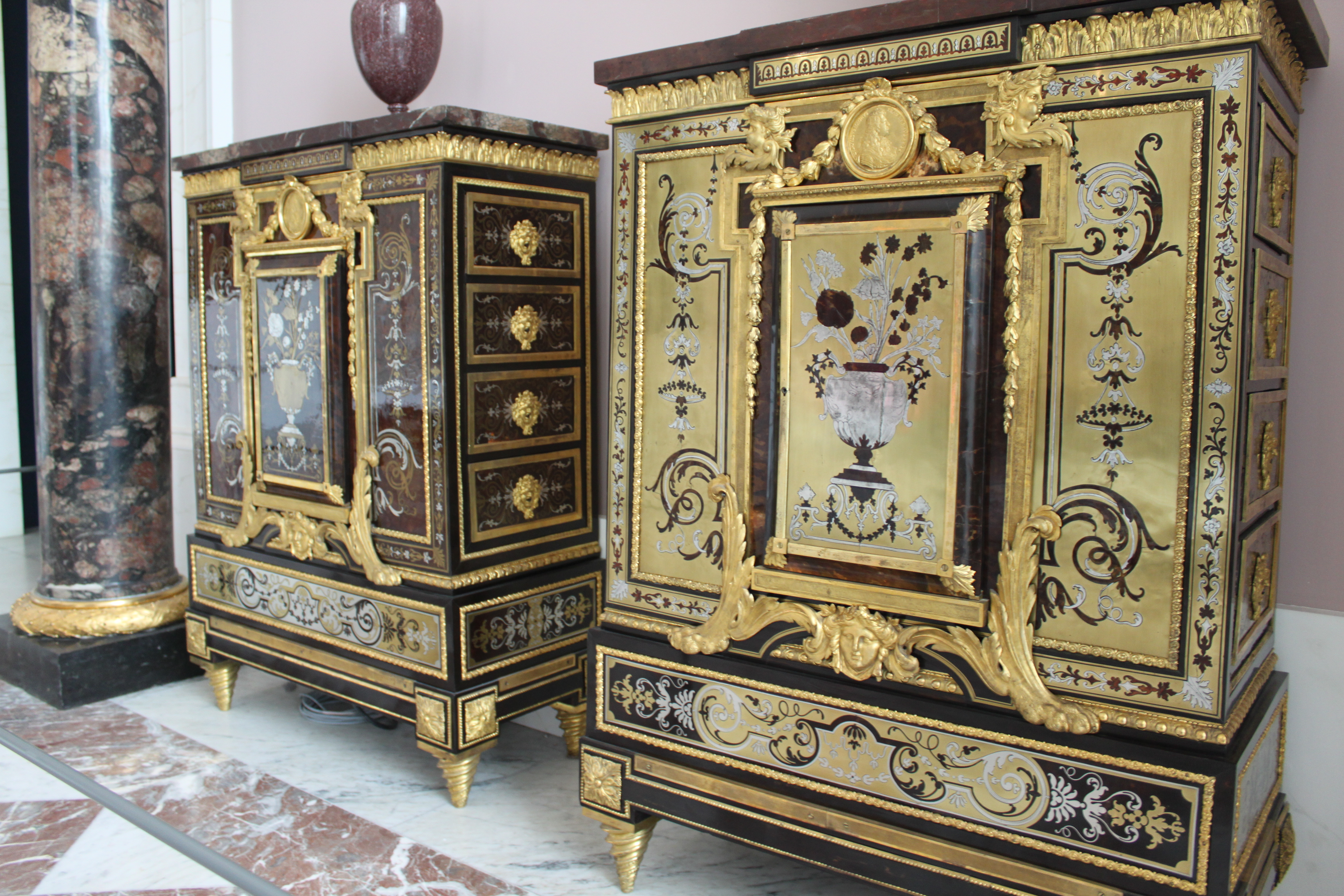
Paar von Kabinettschränken im Louis-seize-Stil, première und contre-partie (Levasseur, um 1770), Louvre, Paris

Durch den Einsatz verbesserter Werkzeuge wurde eine schnellere und präzisere Fertigung möglich. Das Hauptmerkmal der nach Boulle benannten Marketerie ist die Verwendung von Schildpatt (und Ebenholz) in Kombination mit Messing oder Zinn. Diese werden als Furnier auf die Oberflächen des Möbels aufgeleimt. 
Dabei wird generell zwischen zwei kontrastierenden Gestaltungstechniken unterschieden. Die Form der première-partie von dunklem Grund (Schildpatt) und hellem Bild (Messing, Zinn) ist im Allgemeinen, schon durch den Materialeinsatz, die wertvollere. Häufig ist das Schildpatt rückseitig auf der dem Korpus zugewandten Seite pigmentiert oder mit einem farbigen Papier hinterlegt. Aufgrund der kostspieligen Naturprodukte und aufwendigen Verarbeitung wurde das bei der Herstellung entstandene Negativ als contre-partie verarbeitet. Auf den Partien, die aus Metallen bestehen, sind oft weitere Motive als Gravur aufgebracht.

## Boulle Revival
…, auch Buhl work genannt
- während des Louis-seize
- während des Second Empire und Napoléon III.
- während der Belle Époque

## Galerie

Mobiliar von Boulle
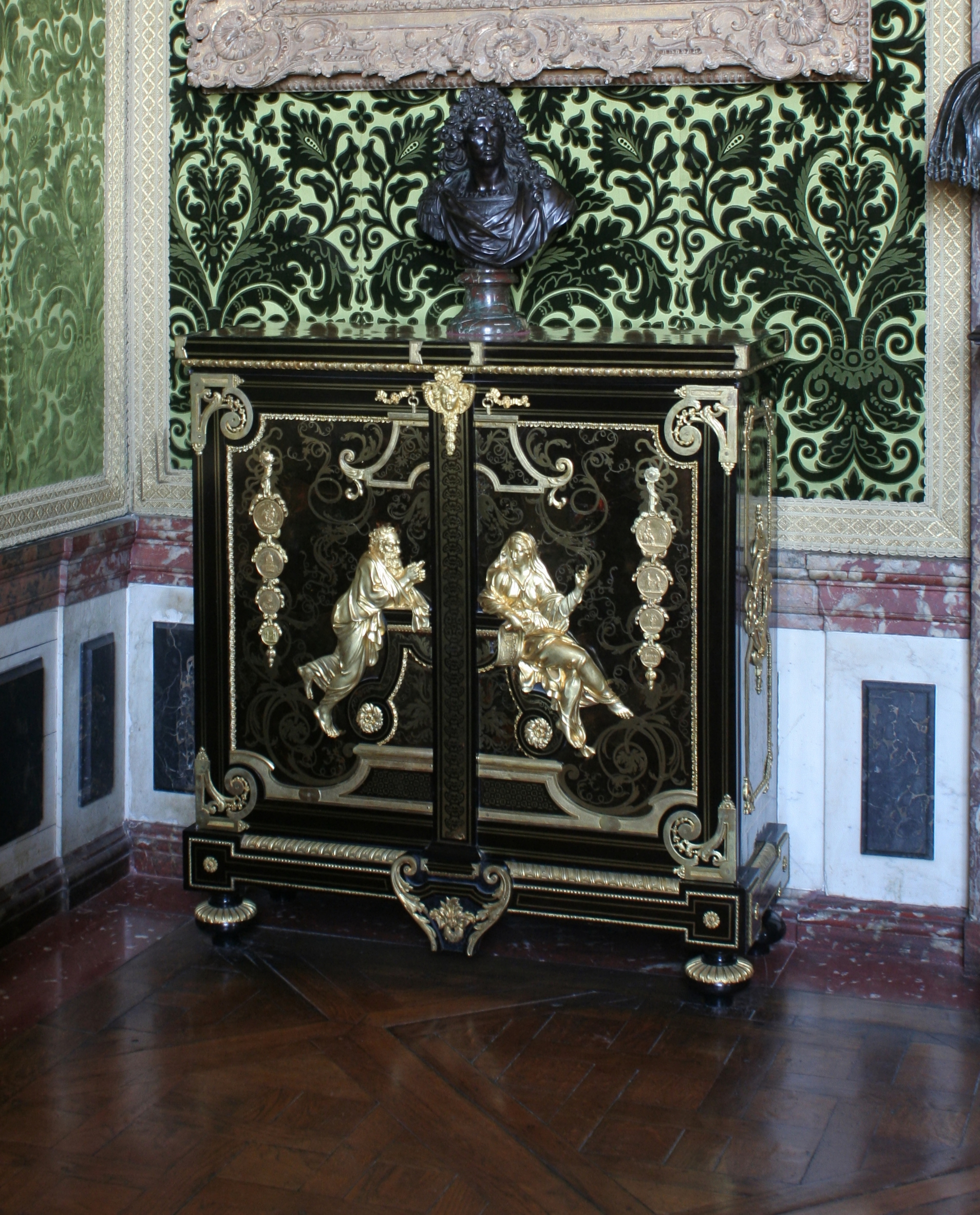
Medaillenschrank von Boulle (contre-partie), im Salon de l'Abondance, Schloss Versailles
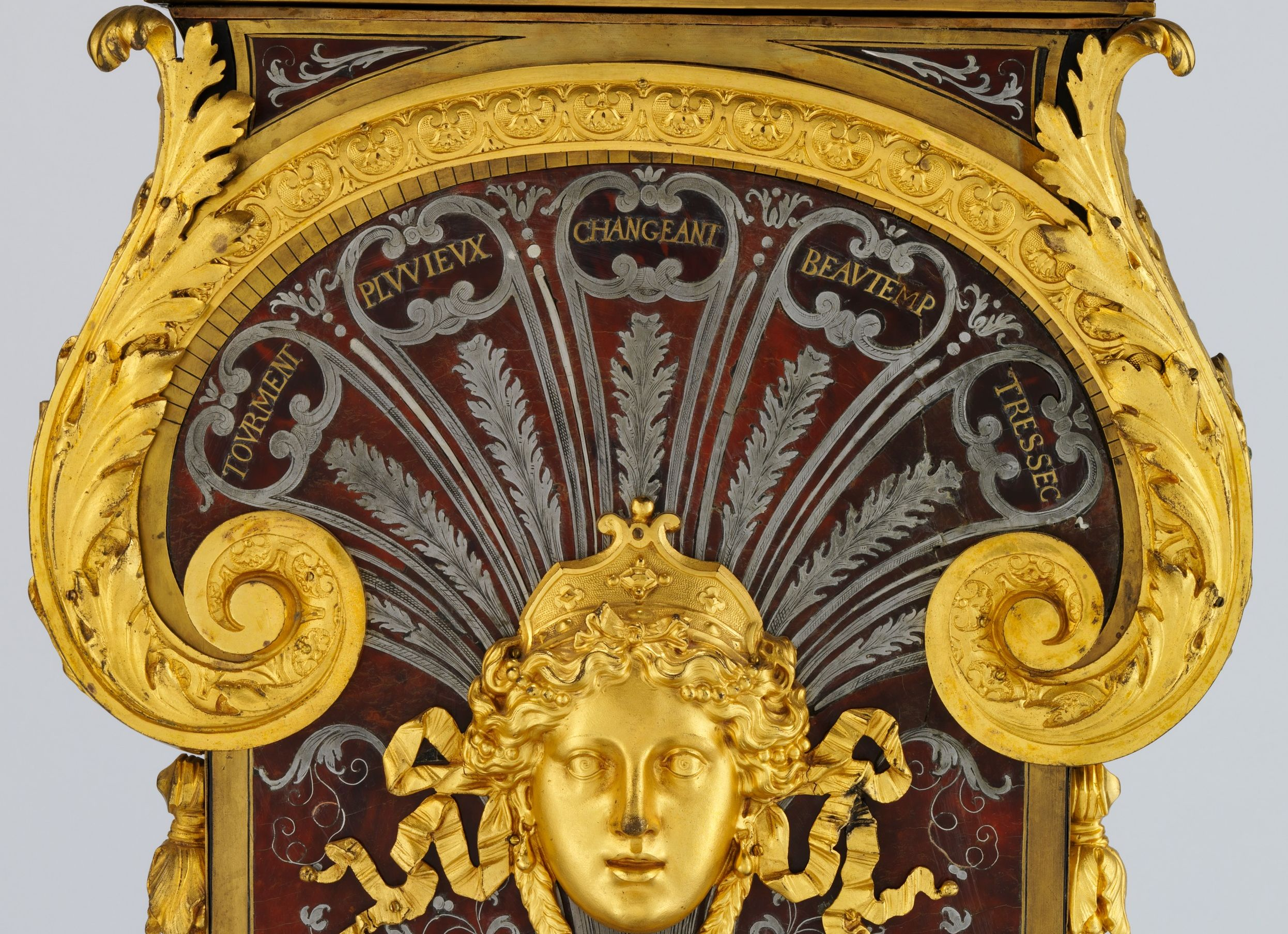
Detail einer Uhr von André Charles Boulle, Metropolitan Museum of Art, New York
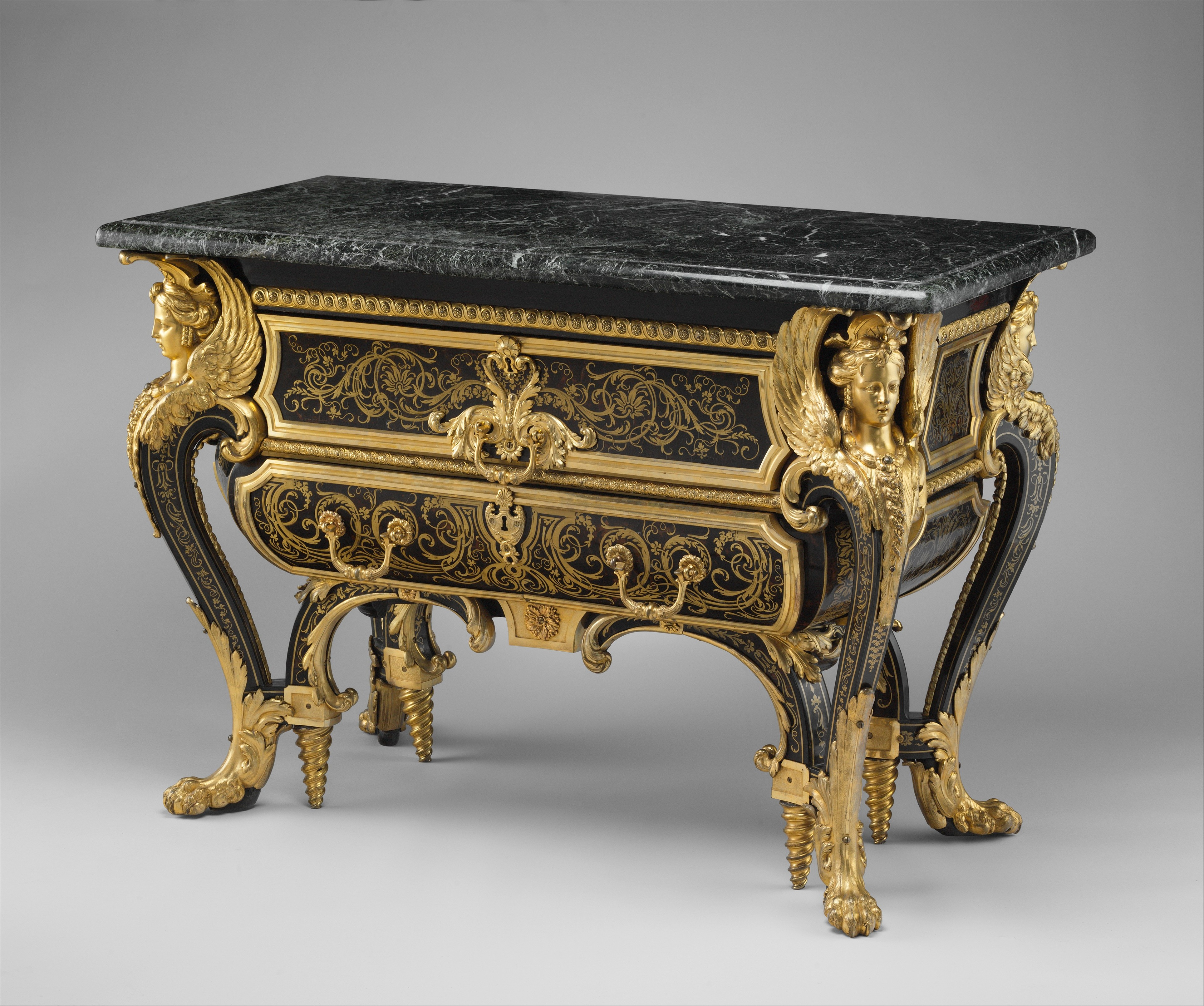
Kommode, Metropolitan Museum of Art, New York.
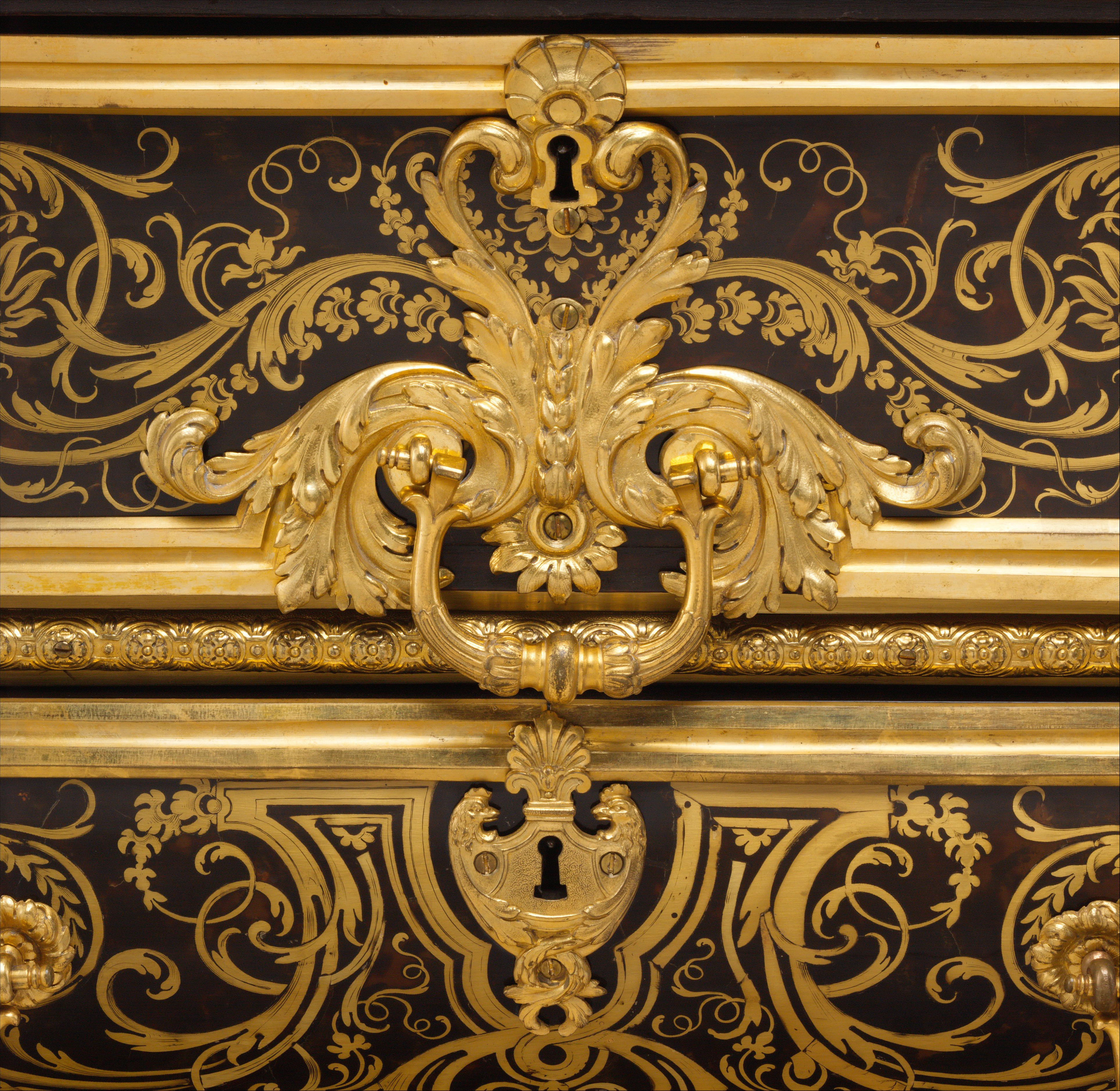
Detail der Kommode im Metropolitan Museum of Art, New York.
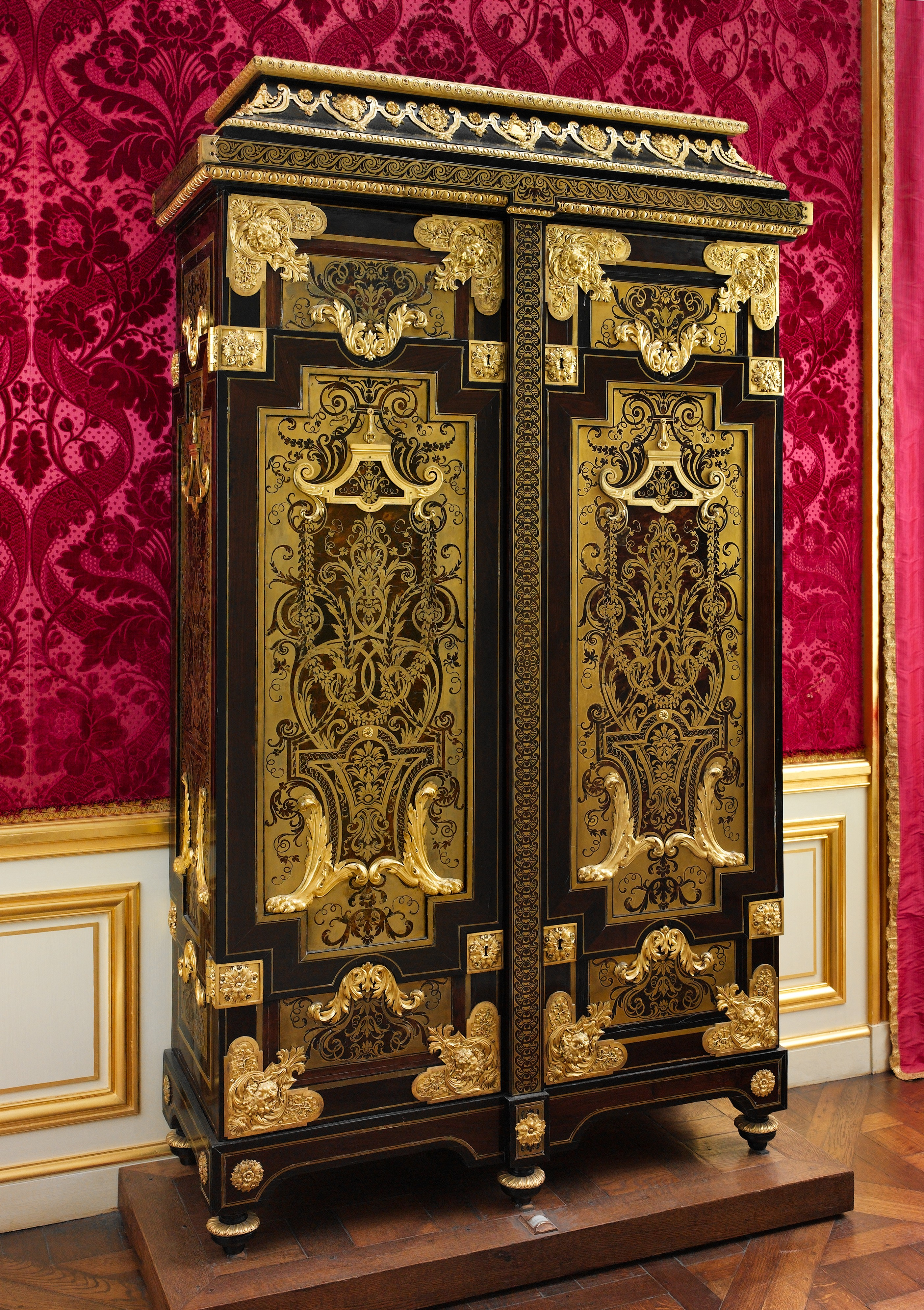
Boulle-Schrank im Metropolitan Museum of Art, New York.
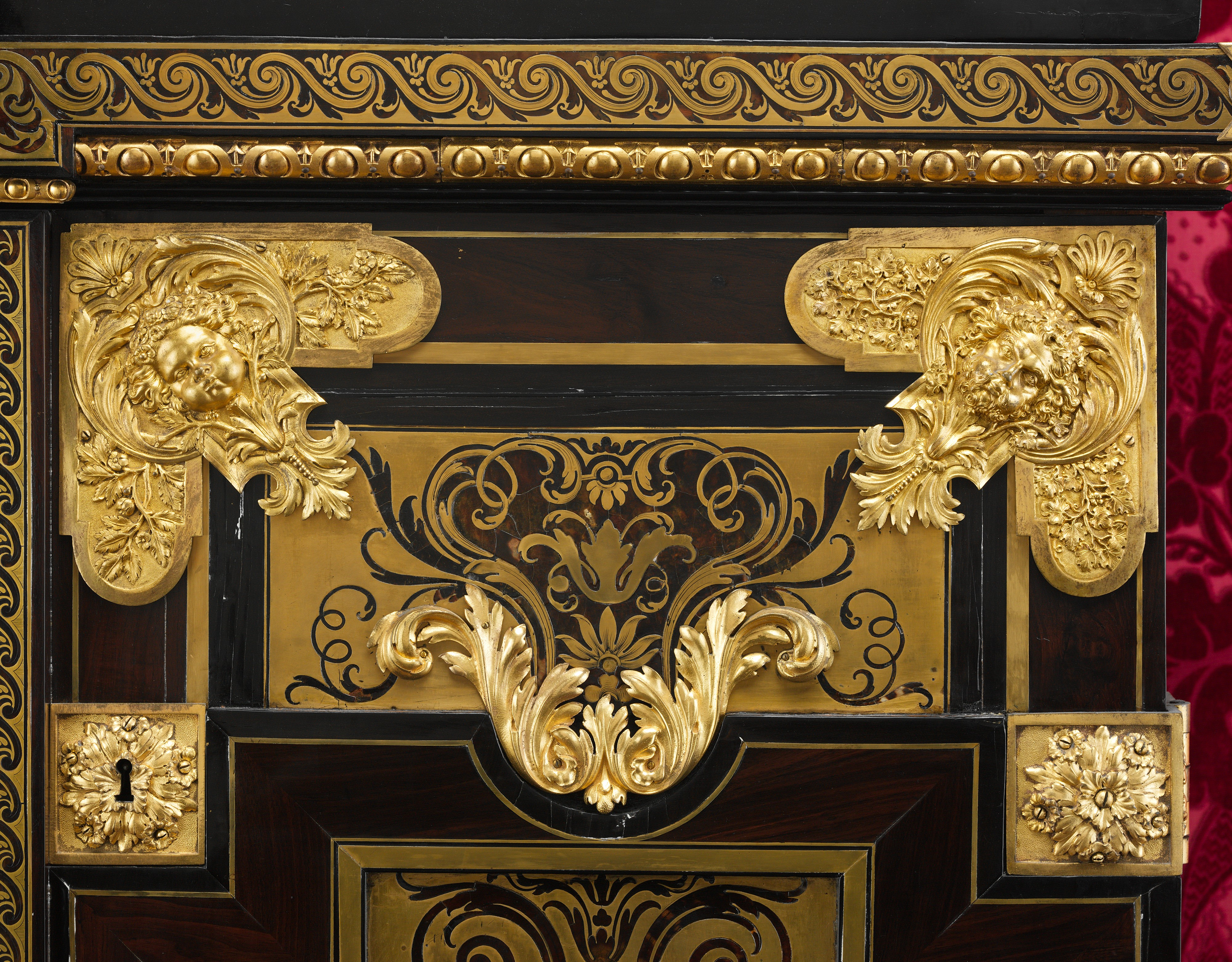
Detail des Boulle-Schranks im Metropolitan Museum of Art, New York.
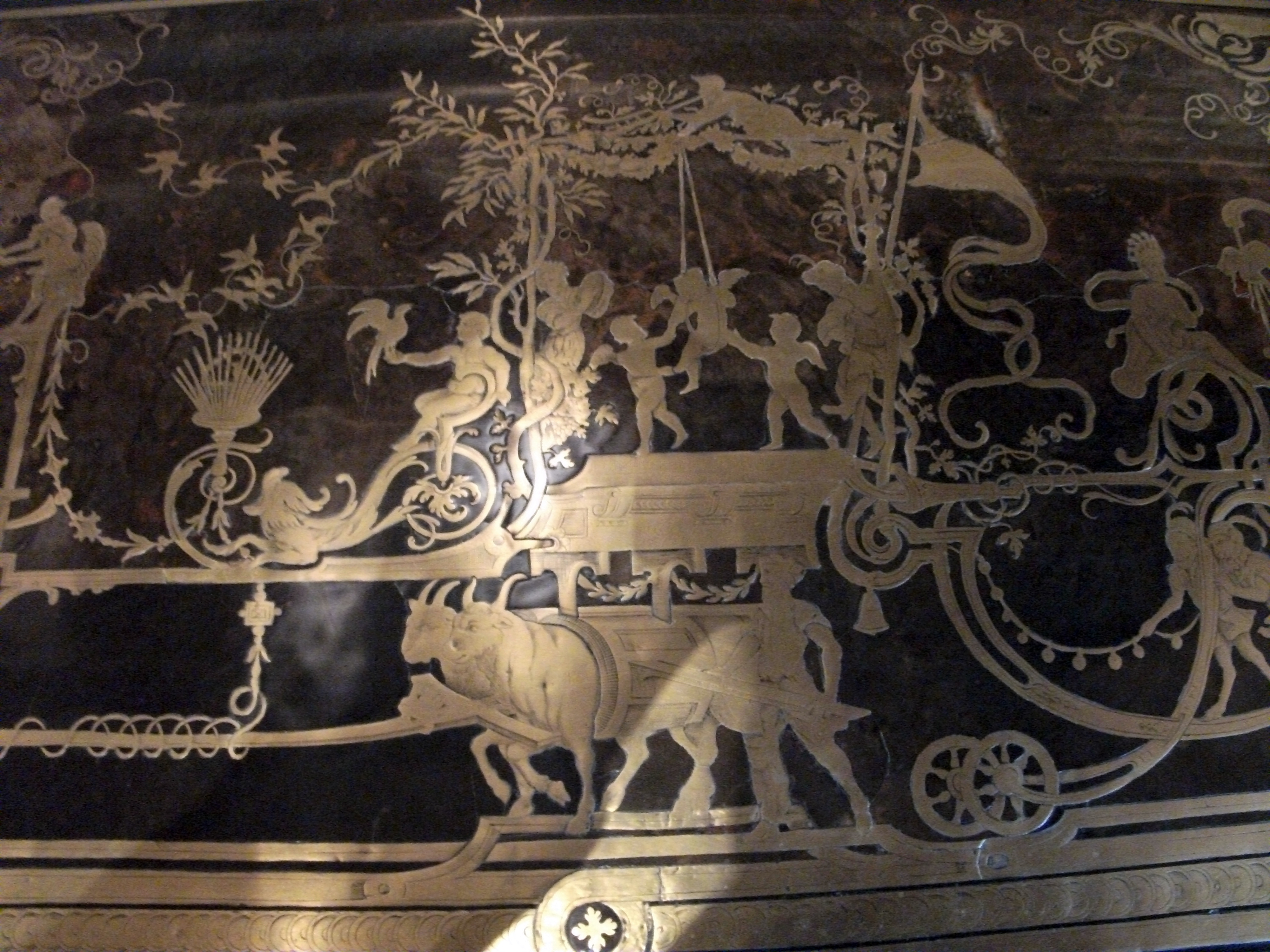
Boulle-Marketerie, zugeschrieben André-Charles Boulle, restauriert von René Dubois (1737 – 1798), ca. 1705 und 1755–1798, Wallace Collection, London
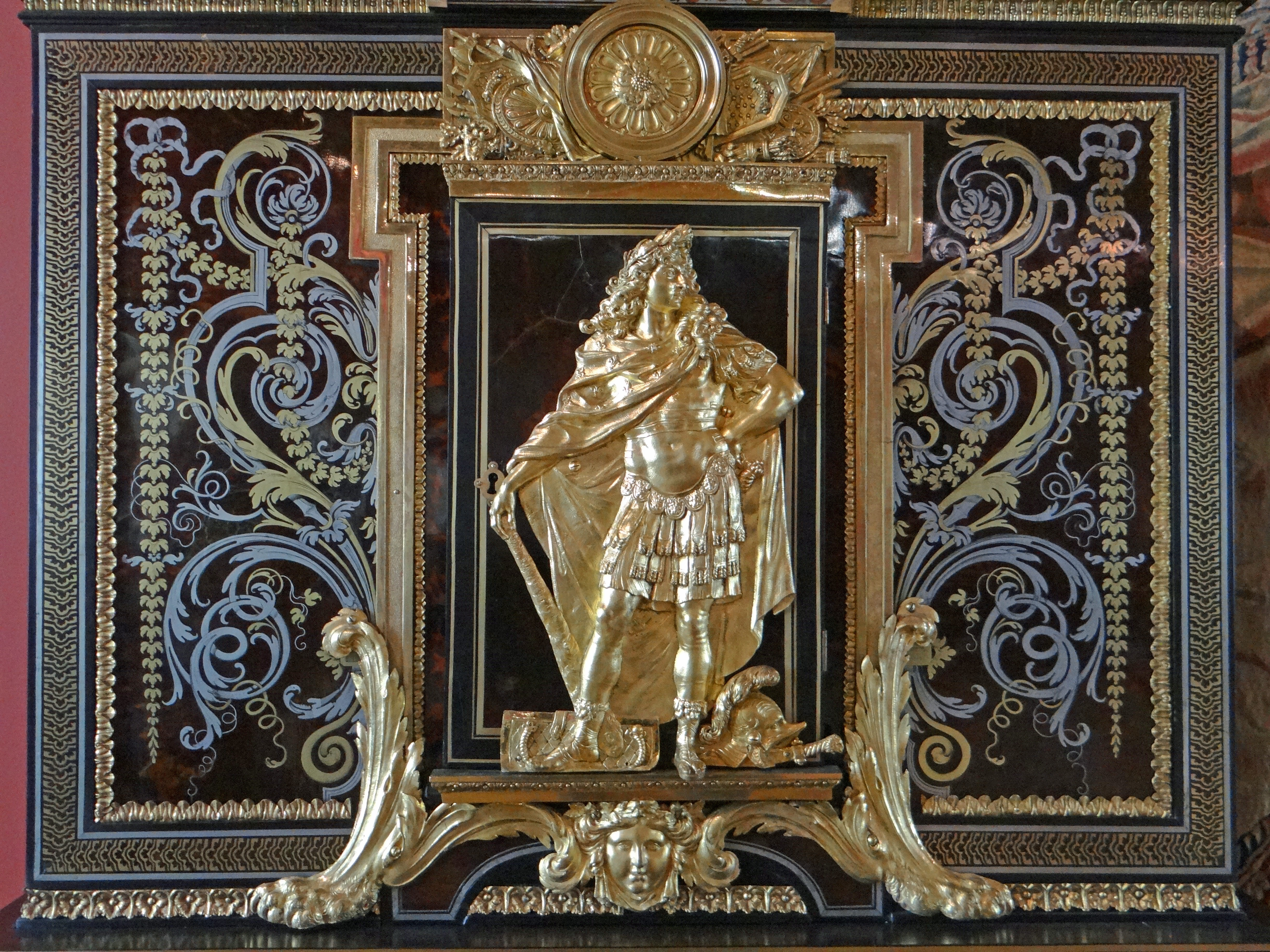
Detail eines Kabinettschranks mit Relief Ludwigs XIV., Louvre - Département des Objets d'art (Saal 34), Paris.

## Werke (Auswahl)
- 1684 Truhe cabinet de marqueterie en forme de tombeau in Boullemarketerie (countre-partie) nach Motiven von Jean Louis Berain, angefertigt für Ludwig von Frankreich, Le Grand Dauphin (* 1661; † 1711), jetzt in den State Apartments in Blenheim Palace sowie (première-partie) und (countre-partie) im Getty Museum in Los Angeles (Abb. siehe unter Sammlungen, Link Getty Center).
- 1719 Toilettenspiegel in Boulle Marketrie (première-partie) nach Motiven von Jean Louis Berain, angefertigt für Marie Louise Élisabeth d’Orléans, Herzogin von Berry, jetzt in der Wallace Collection in London.
- 1720–1732 Konsoltisch in Boullemarketerie (première-partie) mit Akantus- und Blütenranken, angefertigt für das Blaue Kabinet der Appartements der Kaiserin Maria Amalie von Österreich (* 1701; † 1756) in der Münchner Residenz, jetzt im Bayerischen Nationalmuseum in München.

## Sammlungen
- Grand und Petit Appartement, Schloss Versailles
- Boughton
- Blenheim Palace
- Getty Center
- Louvre, Paris
- Waddeston Manor
- Wallace Collection Front, London